# 내가 가는 곳은 어디인가
《내가 가는 곳은 어디인가》(I Know Where I'm Going!)는 영국에서 제작된 에머릭 프레스버거 감독의 1945년 드라마, 멜로/로맨스, 전쟁 영화이다. 웬디 힐러 등이 주연으로 출연하였고 마이클 포웰 등이 제작에 참여하였다.

## 출연

### 주연
- 웬디 힐러
- 로저 리브시

### 조연
- 조지 카니
- 파멜라 브라운
- 월터 허드
- 캡틴 던컨 맥켄지
- 이안 새들러

## 기타
- Ass-PD: 조지 R. 버스비